# Лаймовий (колір)

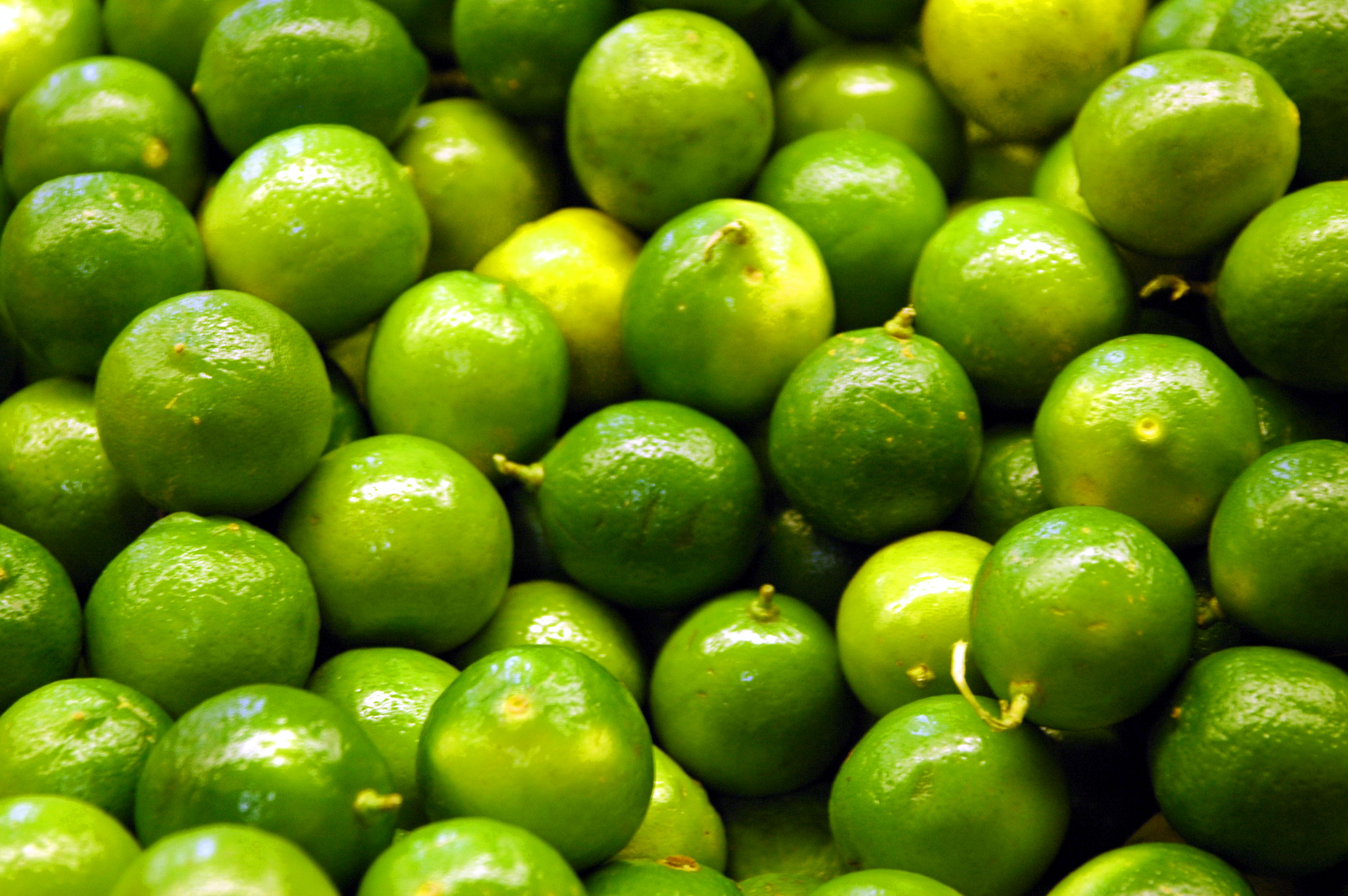
Лайм

Лаймовий (від кольору фрукта лайм) — відтінок між жовтим і зеленим, близький до салатового кольору. Перебуває на три чверті шляху між жовтим і зеленим (ближче до жовтого, ніж до зеленого), між шартрез і жовтим на колі кольорів.

## Лайм (традиційний зелений лаймовий)
Перший запис про використання зеленого лаймового кольору датований 1890 роком.
Лаймовий #BFFF00 є чистим спектральним кольором, приблизно 564 нанометрів у видимому спектрі на діаграмі CIE XYZ.

## Різновиди лаймового кольору

### Електричний лайм
Був створений Crayola в 1990 році.
Відтінок лаймового, популярний в психоделічному живописі.

### Французький лайм
Лаймовий колір з популярного у Франції списку кольорів Pourpre.com.

## Лаймовий колір в культурі
- У субкультурі геїв носіння бандани лаймового кольору означає наявність у того хто її носить фетишу до сітофілії[5].
- Лаймовий колір є кольором регбі команди Canberra Raiders.